# Particularismo histórico
Escuela pensamiento que hace una distinción analítica de las características de cada grupo social haciendo énfasis en la reconstrucción histórica cultural.
El particularismo histórico (término acuñado por Marvin Harris en 1968) es ampliamente considerado una de las principales corrientes en la antropología estadounidense.
Fundado por el antropólogo Franz Boas, el particularismo histórico rechazó el modelo evolucionista de la cultura que había dominado hasta su aparición. Argüía que cada sociedad es una representación colectiva de su pasado histórico único. Boas rechazó el evolucionismo unilineal, la idea de que todas las sociedades siguen el mismo camino y han alcanzado su estadio propio de desarrollo del mismo modo que han podido hacerlo las demás. En su lugar, el particularismo histórico mostró que las diferentes sociedades pueden alcanzar el mismo grado de desarrollo por vías diversas.
Boas sugirió que la difusión, el comercio, entornos similares y hechos históricos coincidentes pueden crear rasgos culturales semejantes. Tres rasgos, según Boas, se pueden emplear para explicar las tradiciones culturales: condiciones medioambientales, factores psicológicos y conexiones históricas; siendo esta última, la historia, el factor más importante —de ahí el nombre de la escuela—.
Esta escuela fue sin duda la primera propiamente estadounidense y Boas mismo podría ser considerado el antropólogo más influyente en la historia de los Estados Unidos. Otros exponentes de esta corriente del pensamiento antropológico son Ruth Benedict y Margaret Mead.

## Críticas
Se ha argumentado en contra del particularismo histórico que es antiteorético, dado que no pretende hallar teorías universales que sean aplicables a todas las culturas del mundo. Boas creía que las teorías emergerían espontáneamente.